# Франсішку Гутерреш
Франсішку Гутерреш (7 вересня 1954 , Ossud, Вікеке ) — східнотиморський політик, президент Східного Тимору 20 травня 2017 — 20 травня 2022. Голова Парламенту Східного Тимору (2002—2007). Голова Революційного фронту за незалежність Східного Тимору (ФРЕТІЛІН), кандидат від ФРЕТІЛІН на президентських виборах 2007, 2012 і 2017 років. На перших двох виборах вийшов у другий тур, але програв іншим кандидатам. Здобув перемогу на виборах 2017 року, набравши понад 50 % голосів у першому турі; у ході виборчої кампанії користувався підтримкою першого президента країни Шанана Гужмау.

## Біографія
Франсішку Гутерреш народився 7 вересня 1954 року у місті Оссу у бідній родині. За віросповіданням — католик. Учасник партизанської війни проти індонезійської окупації
1998 року на позачерговій конференції ФРЕТІЛІН в австралійському місті Сідней призначений Генеральним координатором Ради зі збройного опору, а в липні 2001 року — обраний головою ФРЕТІЛІН. У серпні 2001 року обраний депутатом Установчих зборів; на першому його засіданні обраний головою. У травні 2002 року Східний Тимор здобув незалежність і Установчі збори перетворили на Парламент Східного Тимору; Гутерреш залишився його головою.
На президентських виборах 2007 року  висувався офіційним кандидатом від ФРЕТІЛІН; його програма мала популістський характер. При цьому його кандидатуру не підтримали всі члени ФРЕТІЛІН — значна частина партії підтримала прем'єр-міністра Жозе Рамуша-Орту, який балотувався як незалежний кандидат. У першому турі виборів, що відбувся 9 квітня, Гутерреш посів перше місце з 27.89 % голосів, проте в другому турі у травні програв Рамушу-Орте, набравши лише 31 % голосів проти 69 % у свого суперника. Після цього йому довелося визнати поразку й привітати Рамуша-Орту з перемогою.
На парламентських виборах 2007 року був першим у списку ФРЕТІЛІН і знову обраний депутатом, проте поступився посадою голови парламенту Фернанду ді Араужу.